# John Ales
John Ales (Los Ángeles, 3 de enero de 1969) es un actor estadounidense, conocido por aparecer en Spy Hard, The Nutty Professor, You Wish, entre otras.

## Filmografía

### Películas
- Crime Killer (1985) ... Kids
- Spy Hard (1996) ... Kabul
- The Nutty Professor (1996) ... Jason
- Vibrations (1996) - Miles
- Ride with the Devil (1999) ... William Quantrill
- Nutty Professor II: The Klumps (2000) ... Jason
- Burning Down the House (2001)
- The Zeroes (2001) ... Seth
- Life of the Party (2001) ... Artie
- Uprising (2001) ...Marek Edelman
- Living with Lou (2004) ... Lou
- Holidaze: The Christmas That Almost Didn't Happen (2006) ... Hank/Roger
- D-War (2007) ... Agente Judah Campbell
- Lucky Man (2007)
- Murder at Emigrant Gulch (2021)
- Nueve balas (2022) ... Rabino Stein
- The Blind (2023) ... Pastor Smith

### Televisión
- Madman of the People (1994) ... Dylan Buckler
- You Wish (1997–1998) ... Genie
- Fantasy Island (1998) ... Nathan O'Neil
- Chicago Hope (1999) ... File Thief
- The Wild Thornberrys (2000) ...
- The Fugitive (2001) ... Dr. Felice
- Boomtown (2003) ... Shackman
- Second Time Around (2004) ... Kent Simon
- CSI: Miami (2004) ... Mike Tibbetts
- Center of the Universe  (2005) ... Lex
- Without a Trace (2005) ... George Zousmer
- Mud Show (2006) ... Mookie
- Vanished (2006) ... Zach
- In Plain Sight (2008) ... Jay Allen
- CSI: Crime Scene Investigation (2009) ... Timothy Rand
- Medium (2009) ... Hal Munzell
- Sex & Drugs & Rock & Roll (2015-2016) ... Rehabilitación
- Bosch (2017) ... Andrew Holland
- Better Things (2017) ... Rodney
- Sneaky Pete (2018) ... Luka Delchev
- Euphoria (2019, 2021-presente) ... David Vaughan
- The Act (2019) … Vance Godejohn
- Runaways (2021) … Quinton The Great
- Star Trek: Picard (2020) ... Bruce Maddox
- MacGyver (2020) … Nikola Tesla
- Station 19 (2021) … Hermano John
- Muertos para mí (2022) … Stavros